# Servet Aydemir
Servet Aydemir – turecki zapaśnik walczący w stylu wolnym. Brązowy medalista mistrzostw Europy w 1975. Triumfator igrzysk śródziemnomorskich w 1971 i 1975 roku.